# Strategic Simulations
Strategic Simulations, Inc. – amerykańskie przedsiębiorstwo produkujące i wydające gry komputerowe, istniejące w latach 1979–2001. Stworzyło serie gier komputerowych Panzer General oraz Steel Panthers, było też wydawcą gry Eye of the Beholder. Zostało założone przez Joela Billingsa w 1979 roku. Początkowo Billings zatrudnił programistów: Johna Lyonsa, twórcę gry wojennej Computer Bismarck oraz Eda Willigera, który napisał grę Computer Ambush. Spółka stworzyła ponad 100 tytułów.
Przedsiębiorstwo istniało do 2001 roku, kiedy zostało przejęte przez Ubisoft.